# دونا فارجو
دونا فارجو (بالإنجليزية: Donna Fargo)‏ هي مغنية ومغنية مؤلفة وموسيقية أمريكية، ولدت في 10 نوفمبر 1945 في ماونت إيري في الولايات المتحدة.

## وصلات خارجية
- دونا فارجو على موقع IMDb (الإنجليزية)
- دونا فارجو على موقع ميوزك برينز (الإنجليزية)
- دونا فارجو على موقع أول ميوزيك (الإنجليزية)
- دونا فارجو على موقع ديسكوغز (الإنجليزية)
- دونا فارجو على موقع قاعدة بيانات الفيلم (الإنجليزية)